# Vaalserberg
Vaalserberg – wzgórze będące najwyższym punktem europejskiej części Holandii oraz piątym najwyższym w Holandii na ogół mierząc 322 m ponad NAP. Jest położone w odległości około 20 metrów od trójstyku granic Holandii, Belgii i Niemiec. W latach 1830–1919 spotykały się w tym miejscu granice czterech państw – oprócz trzech dzisiejszych istniało wówczas terytorium sporne Neutralny Moresnet, występowało tu zatem bardzo rzadkie w geografii politycznej zjawisko czwórstyku. Obecnie Vaalserberg jest atrakcją turystyczną. Znajdują się na nim dwie wieże widokowe, restauracje oraz labirynt. Vaalserberg należy do Korony Europy.

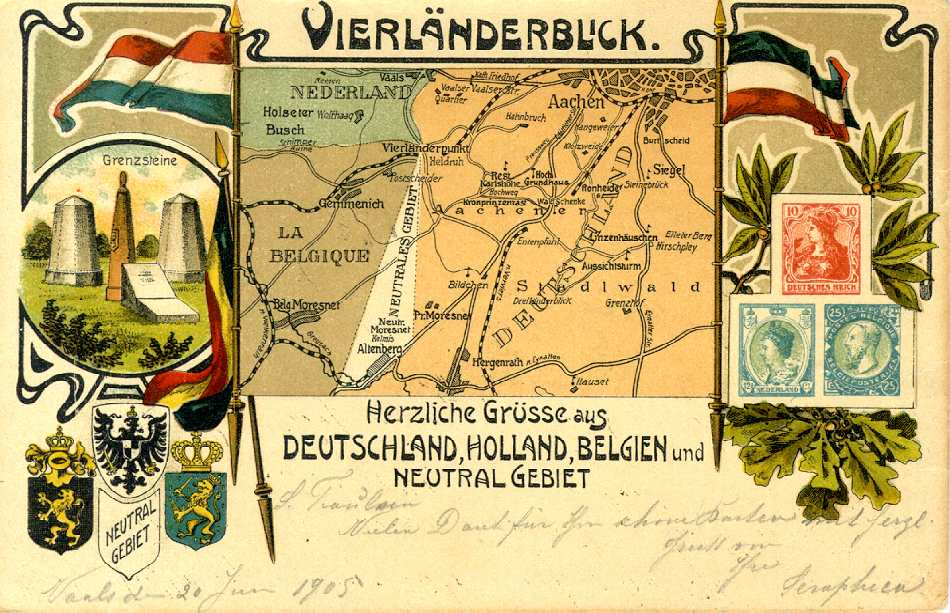
Czwórstyk Vaalserberg (pocztówka z 1905)
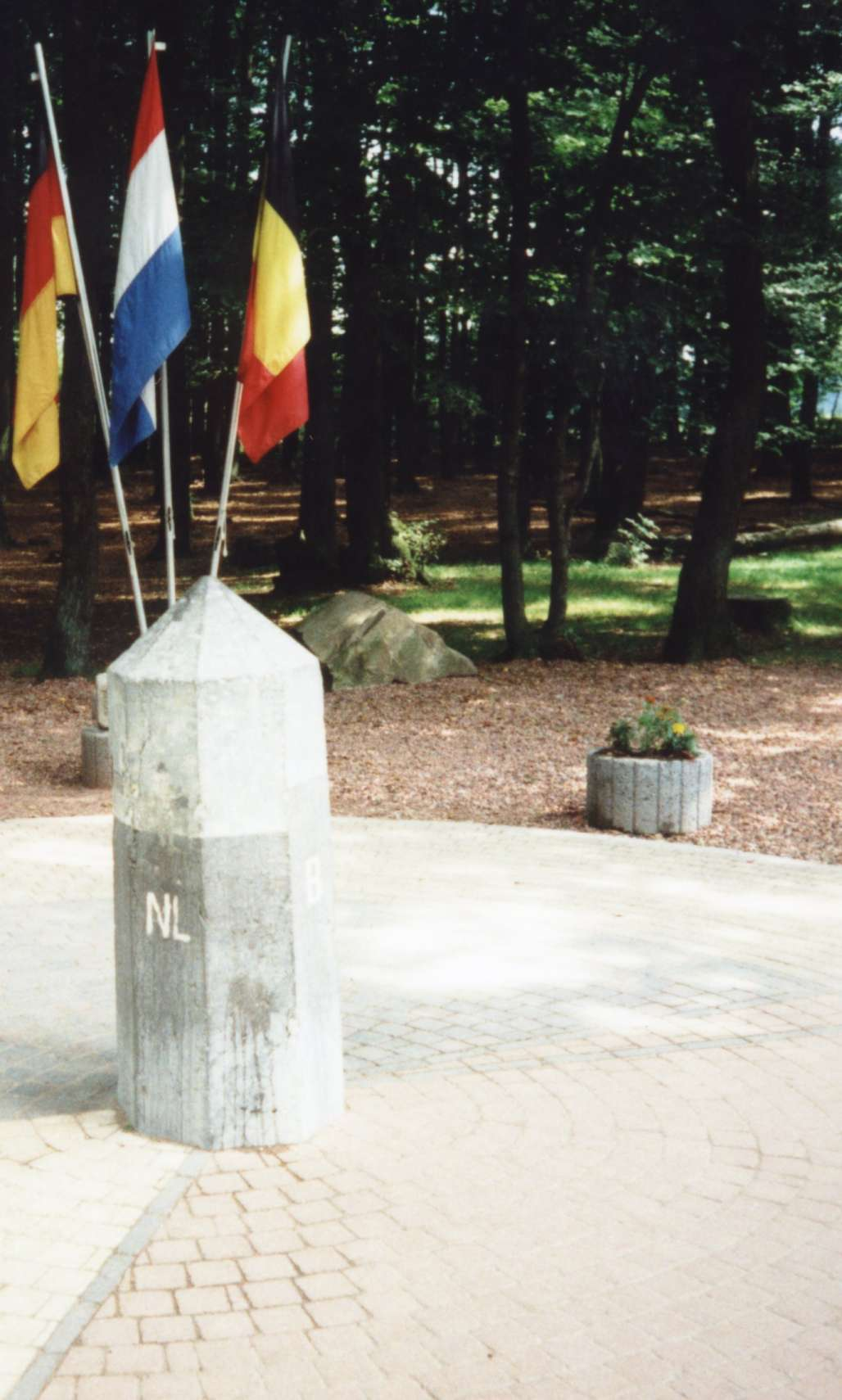
Trójstyk w końcu XX wieku
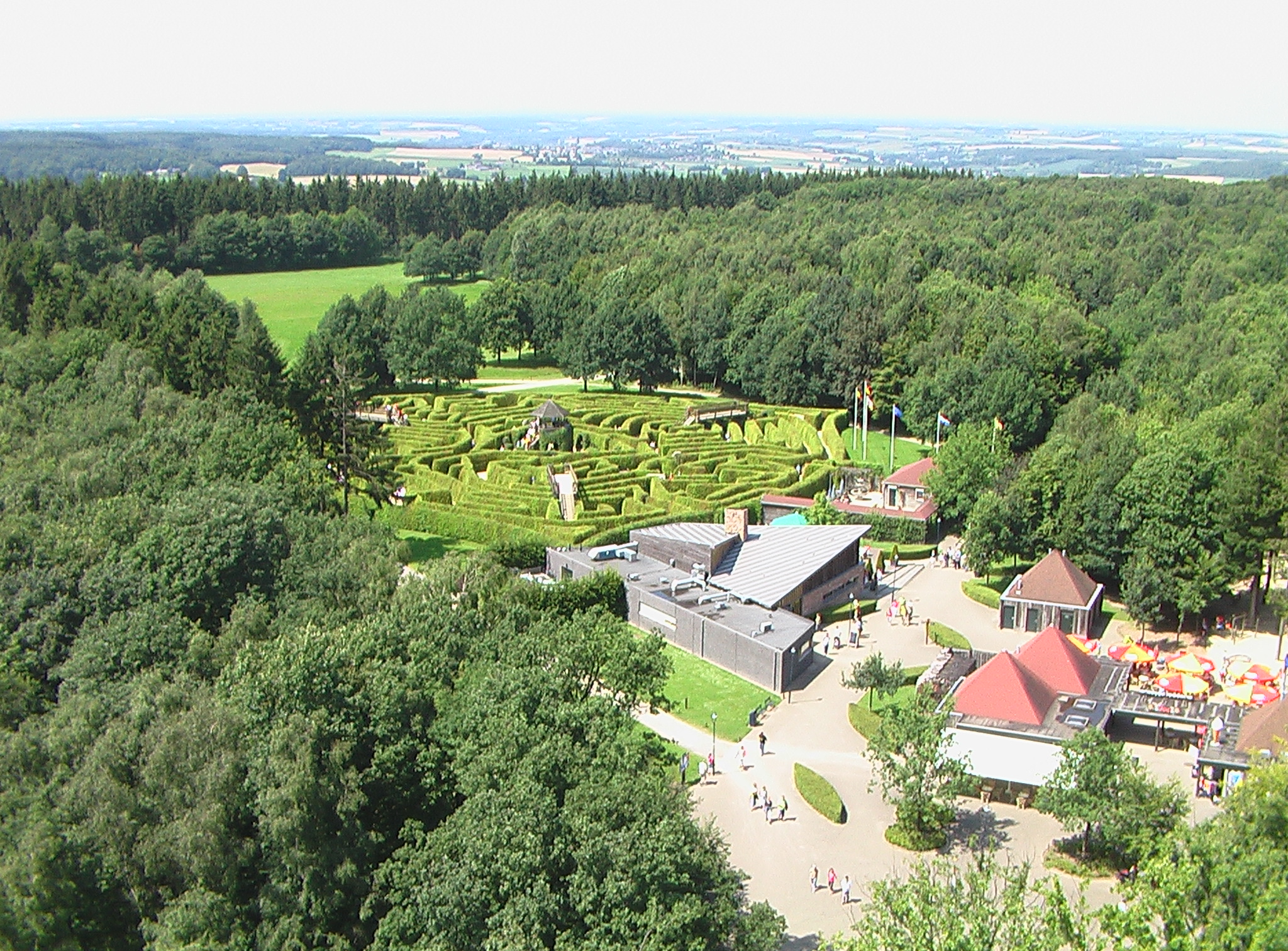
Trójstyk w roku 2007